# 1301 w polityce

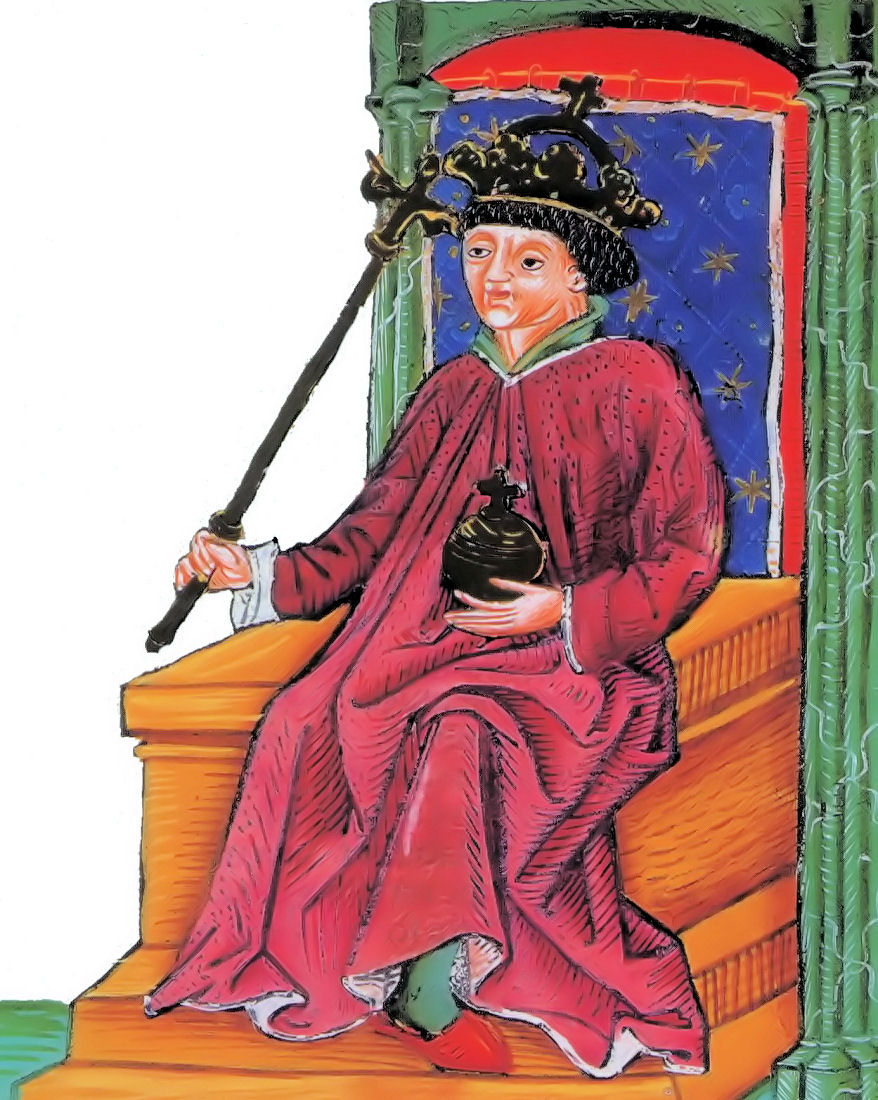
Andrzej III, król Węgier

Wydarzenia polityczne w 1301 roku.

## Wydarzenia
- Początek bezkrólewia na Wegrzech - walki o władzę między Przemyślidami a Andegawenami[1][2].
- 3 marca Go-Nijō zostaje cesarzem Japonii[3].

## Urodzili się
- Yoshisada Nitta, japoński samuraj i dowódca[4][5][6] (zm. 1338).

## Zmarli
- 14 stycznia Andrzej III, król Węgier, ostatni władca z dynastii Arpadów[7].